# Сиромятников Олександр Володимирович
Олександр Володимирович Сиромятников (нар. 12 липня 1994) — український спортсмен, веслувальник-байдарочник, срібний призер Європейських ігор.

## Кар'єра
У 2019 році на ІІ Європейських іграх в парі з Олегом Кухариком виборов срібну нагороду на дистанції 1000 м .

## Державні нагороди
- Орден «За заслуги» III ст. (15 липня 2019) —За досягнення високих спортивних результатів ІІ Європейських іграх у м.Мінську (Республіка Білорусь), виявлені самовідданість та волю до перемоги, піднесення міжнародного авторитету України[2]